# Banmästare

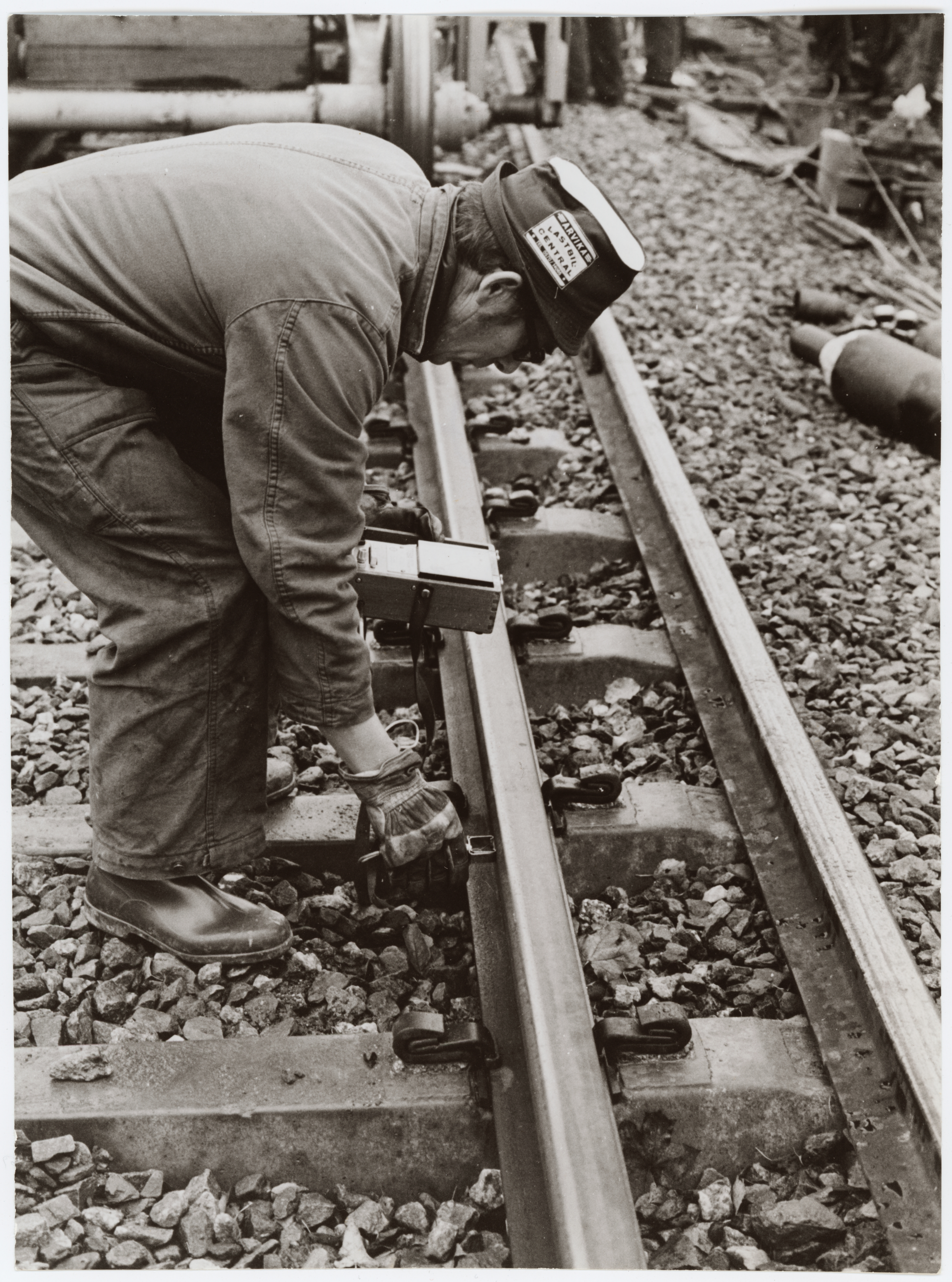
Banmästare utför abete på rälen

Banmästare var det underbefäl vid en järnväg, som inom en "avdelning" för befälet närmast under baningenjören, hade tillsyn över  arbetena samt kontrollerade banbevakningen och hade ansvaret för de tjänsteplikter, som i detalj ålåg banavdelningen. För banmästaren var i allmänhet en bostad, "banmästarestuga", uppförd vid någon järnvägsstation inom avdelningen.